# Aeroportul Xanxerê
Aeroportul Xanxerê (IATA: AXE, ICAO: SSXX) este un aeroport din Santa Catarina, Brazilia ce deservește zona Xanxerê.
Situat la o altitudine de 910 m, aeroportul dispune de 1 pistă.

## Infrastructură

### Piste
Aeroportul dispune de o singură pistă. Pista 18/36 are suprafața de asfalt și dimensiunile 760 m × 45 m. 